# Monte Wellington
El monte Wellington es una montaña en cuya falda se basa gran parte de la ciudad de Hobart, Tasmania, Australia. A menudo se refiere simplemente como la montaña por los residentes de Hobart, y se eleva a 1.271 m de la ciudad.
Con frecuencia está cubierto de nieve, a veces incluso en verano y las laderas más bajas están cubiertas de bosques espesos, pero surcada por muchos senderos y caminos de incendios. También hay una carretera asfaltada y estrecha a la cumbre, a unos 22 km de viaje de la ciudad. Un mirador cerrado cerca de la cumbre ofrece unas vistas espectaculares de la ciudad de abajo y hacia el este, el estuario del Derwent, y también atisbos de la zona Patrimonio de la Humanidad casi 100 km al oeste.
Desde Hobart, la característica más distintiva del monte Wellington es el acantilado de columnas dolerita conocido como los tubos del órgano.
- Datos: Q204552
- Multimedia: Mount Wellington (Tasmania) / Q204552